# 264. strelska divizija (ZSSR)
264. strelska divizija (izvirno rusko 264. стрелковая дивизия; kratica 264. SD) je bila strelska divizija Rdeče armade v času druge svetovne vojne.

## Zgodovina
Divizija je bila ustanovljena julija 1941 in bila uničena septembra 1941 med bitko za Kijev. Ponovno je bila ustanovljena maja 1942; oktobra istega leta je bila preimenovana v 48. gardno strelsko divizijo.
Divizijo so nato še tretjič ustanovili.